# ゆうパケット
ゆうパケットは、主に通販で厚さ3cm以下の商品を送るのに利用されている郵便局のサービスである。

## 概要
インターネット通販等を展開している事業者向けに2014年6月1日に開始された。小型物品配送サービスである。当初は年間500個以上発送する事業者向けで、利用するには事前契約が必要だった。2016年10月1日からは、事前契約不要で、運賃は契約運賃ではなく基本運賃である個人向けゆうパケットも開始された。
郵便物ではなく荷物扱いなので、信書を封入することはできない。
原則として航空輸送は行わないため、離島や遠隔地に発送する際は注意が必要である。
2019年にはメルカリと共同で企画した「ゆうパケットプラス」が開始された。

## サービス内容

### 利用条件
- 縦・横・高さの合計が60cm以内、かつ、長辺34cm以内、厚さ3cm以内。
- 重量1キログラム以内。
- 個人向けゆうパケットの運賃は、厚さ1cmまで250円、2cmまで300円、3cmまで350円（事業者向けゆうパケットは契約運賃）。
- 個人向けゆうパケットは、専用の宛名ラベルを利用する必要がある。
- 信書の封入はできないが、内容物に関する簡単なあいさつ状・明細書などの、無封の添え状は同封することができる。
- 現金、貴金属等の貴重品、毒劇物等の危険物は不可。
- 追跡番号が付いているので、郵便追跡サービスを利用できる。
- 着払も利用できる（着払手数料として21円がかかる）。
- オークション/フリマサイト関連のプライバシーゆうパケットは、匿名配送の場合は配達局に到着しても+1日掛かる事や、ゆうパケットポストの場合は引受までに投函後+1日掛かる事がある。

- 2024年中から、到着入力が省かれた。

### 差出方法
全国の郵便窓口で差し出すか、郵便ポスト（郵便差出箱）に投函する。

### 配達方法
郵便受けに入るサイズならば郵便受けに配達する。土曜・日曜・祝日を含めて毎日配達を行う。

### 補償（損害賠償）
損害賠償は運賃の範囲内でしか行わない。

### 大口割引
年間500個以上発送するならば、事業者向けゆうパケットが利用できるので、運賃は基本運賃ではなく契約運賃となる。

### 契約事業者ならば利用できるオプションサービス
所定の付加料金を支払うことで、以下のオプションを合わせて利用できる。
- 配達日指定ゆうパケット - 差出日の翌々日から起算して10日以内の日を配達日として指定可。
- 翌配ワイドゆうパケット - 差出日の翌日に配達できるエリアを広げることができる。
- 当日配達ゆうパケット - 所定の郵便局に所定の時刻までに差し出すと、当日中に配達する。